# بكالوريوس الفنون الجميلة

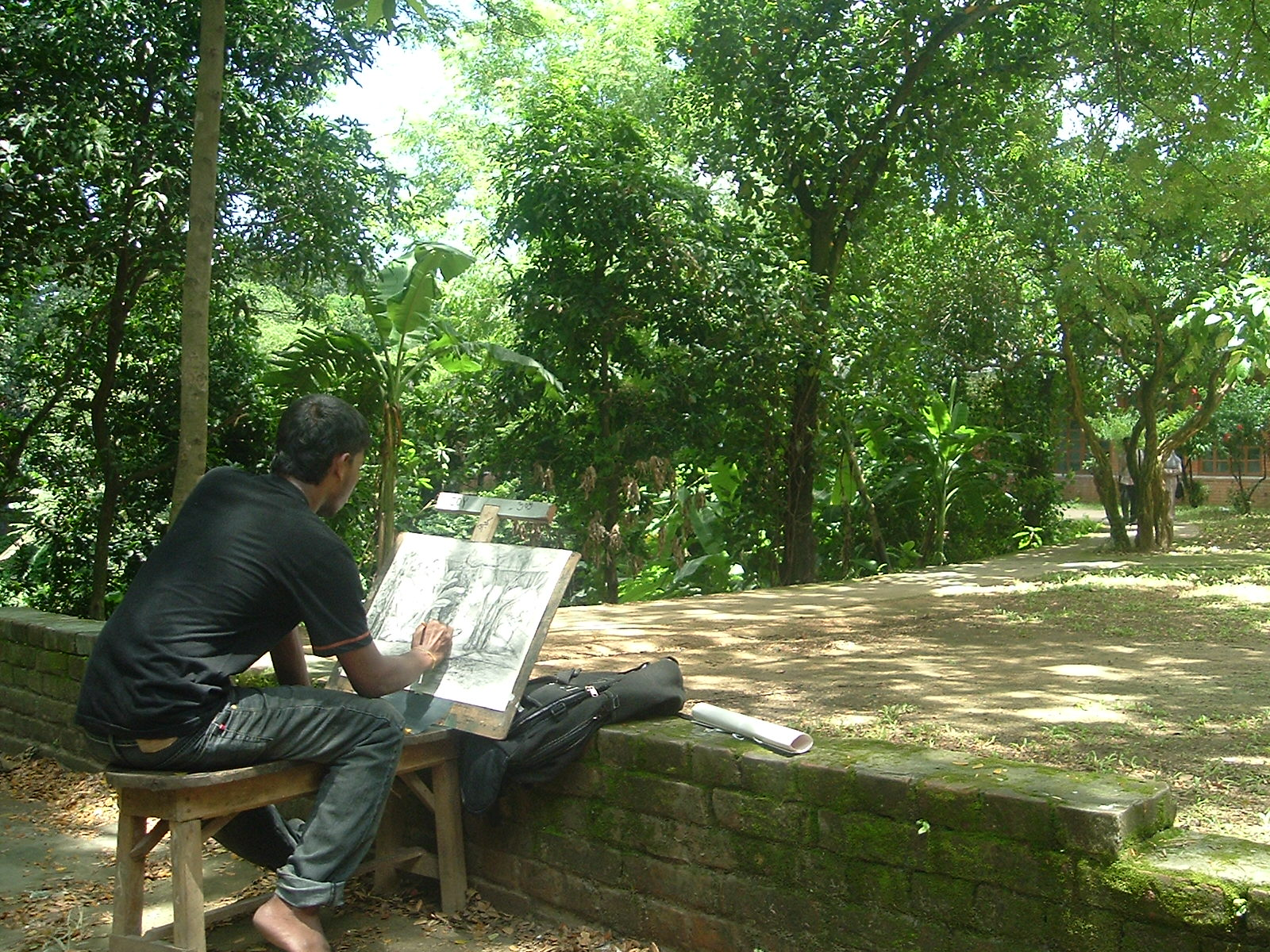
ممارسة الرسم بالمنظور و الإلهام الطبيعي المرتبط بروح بالفنان

بكالوريوس الفنون الجميلة (اختصارًا بالإنجليزية BFA أو B.F.A.) عبارة عن درجة جامعية للطلاب في الولايات المتحدة وكندا، الذين يسعون وراء الحصول على التعليم الاحترافي في مجالات الفنون المرئية أو الفنون التعبيرية. وفي بعض الدول، يطلق على هذه الدرجة اسم بكالوريوس الفنون الإبداعية (BCA). وفي بريطانيا العظمى، الدرجة المكافئة هي بكالوريوس الآداب في مجال الفنون الجميلة. وفي أستراليا، يتم منح درجة بكالوريوس الفنون الجميلة للطلاب الذين يكملون درجة الفنون المرئية، وليس الفنون التعبيرية. ويتم استخدام بعض الدرجات المحددة مثل بكالوريوس في الرقص أو بكالوريوس في الدراما في الفنون التعبيرية في أستراليا وفي أجزاء كبيرة من أوروبا. في الهند، يطلق على درجة الفنون الجميلة الجامعية اسم BFA أو BVA (بكالوريوس الفنون المرئية). وهي شهادة يتم الحصول عليها بعد الدراسة لمدة أربعة أعوام. ويتم التأهل لهذه الدورة بالنجاح بدرجة 10+2 في أي تدفق من مجلس التعليم المعترف به.
في الولايات المتحدة، تختلف درجة بكالوريوس الفنون الجميلة عن درجة بكالوريوس الفنون في أن أغلبية البرنامج يتكون من مكون استديوهات عملية، وليس محاضرات وفصول نقاشية. ويتكون برنامج بكالوريوس الفنون الجميلة المعتاد في الولايات المتحدة من دراسة بمقدار الثلثين في مجال الفنون، مع دراسات بمقدار الثلث في مجال الفنون المتحررة الأكثر عمومية. وفيما يتعلق ببكالوريوس الفنون، يمكن أن تكون النسبة معكوسة.
وتنص الجمعية القومية لكليات الفنون والتصميم (NASAD)، والتي تمنح الاعتمادات لبرامج الفنون الجميلة في مجال الفنون المرئية والتصميم في الولايات المتحدة، على أن «الدرجة الاحترافية المهنية (بكالوريوس الفنون الجميلة) تركز على العمل المكثف في مجال الفنون المرئية، مدعومًا ببرنامج للدراسات العامة» حيث «تركز درجة الفنون التحررية (بكالوريوس الفنون) على الفن والتصميم في إطار برنامج واسع النطاق للدراسات العامة».
وغالبًا ما تتطلب درجة بكالوريوس الفنون الجميلة درجة من درجات التخصص مثل التمثيل أو المسرح الغنائي أو فن الخزف أو التحريك الحاسوبي أو الكتابة الإبداعية أو الرقص أو الكتابة الدرامية أو الرسم أو التخليق أو الإنتاج الإعلامي أو التأثيرات المرئية أو التحريك أو تصميم الجرافيك أو الرسم التوضيحي أو التصميم الصناعي أو الفنون المرئية أو التصميم الداخلي أو صنع الأدوات المعدنية أو الموسيقى أو الإعلام الجديد أو الطلاء أو التصوير أو الطبعات الفنية أو النحت أو إدارة خشبة المسرح أو الإنتاج التلفزيوني. وبدلاً من ذلك، تمنح بعض الكليات لطلابها تعليمًا واسع النطاق في العديد من التخصصات الفنية.
ورغم أن درجة بكالوريوس الفنون الجميلة تعتبر درجة يتم الحصول عليها بعد الدراسة لمدة أربعة أعوام، يمكن أن يتطلب برنامج بكالوريوس الفنون الجميلة فترة زمنية أطول بسبب أعمال دورات الاستديو المطلوبة.

## وصلات خارجية
- Association of Independent Colleges of Art and Design (AICAD)
- About Art Degrees and Careers